# Ołeh Makarow
Ołeh Ołeksandrowycz Makarow, ukr. Олег Олександрович Макаров, ros. Олег Александрович Макаров, Oleg Aleksandrowicz Makarow (ur. 26 lipca 1929 w Rubcowsku, w kraju ałtajskim, Rosyjska FSRR, zm. 8 listopada 1995 w Kijowie, Ukraina) – ukraiński piłkarz pochodzenia rosyjskiego, grający na pozycji bramkarza, reprezentant Związku Radzieckiego, trener piłkarski.

## Kariera piłkarska

### Kariera klubowa
Wychowanek szkoły piłkarskiej Łokomotiwu Kujbyszew (od 1943). Jako szesnastolatek przeszedł do juniorskiej drużyny Charczowyk Odessa. W 1947 zadebiutował w podstawowym składzie. W 1948 przeszedł do Dynama Kijów, gdzie przez dwa sezony występował w zespole rezerwowym. Potem przez 14 lat był podstawowym bramkarzem Dynama, z którym odnosił największe sukcesy: pierwsze dla Dynama Mistrzostwo ZSRR w 1961 oraz pierwszy puchar krajowy w 1954. W 1963 w wieku 34 lat zakończył karierę piłkarską.

### Kariera reprezentacyjna
27 lipca 1957 rozegrał jedyny mecz w radzieckiej reprezentacji w spotkaniu eliminacyjnym do Mistrzostw Świata z Finlandią wygranym 2:1.

## Kariera trenerska
Po zakończeniu kariery zawodniczej w 1964 był asystentem trenera w Dynamie Kijów, potem trenował drużynę rezerwową Dynama. W 1967 prowadził drugoligowy klub Łokomotyw Winnica. W 1967 trenował Awanhard Tarnopol. Od 1967 do 1987 pracował jako trener i kierownik wydziału piłki nożnej Centralnej Rady Ochotniczego Stowarzyszenia Sportowego "Awangard", a w latach 1988-1989 na stanowisku głównego trenera wydziału piłki nożnej Rady Republikańskiej Ogólnozwiązkowego Ochotniczego Stowarzyszenia Kultury Fizycznej i Sportu Związków Zawodowych. W 1995 zmarł na nowotwór w wieku 66 lat.